# Delia Rus
Delia Rus (n.  ?) este o artistă și compozitoare română de pop, r&b și pop trap. Delia Rus a devenit cunoscută în 2016, după ce a lansat piesa „Dacă pleci”.

## Activitate
Delia Rus, artistă a casei de discuri Roton Music, și-a descoperit talentul încă de mică, fiind ghidată în carieră de către tatăl său. În prezent, acesta este implicat în continuare, iar fiecare piesă pe care artista o compune ajunge prima dată la el. Totuși, Delia Rus spune că direcțiile sunt alese de ea și că fiecare piesă are în spate o poveste pe care a trăit-o ea sau cineva apropiat ei și are strânsă legătură cu ce simte în acel moment. 
După ce și-a dat seama că vrea să facă muzică pentru tot restul vieții, Delia Rus a început să studieze canto la Liceul de Arte din Galați „Dimitrie Cuclin”. Muzica face parte din viața Deliei Rus de când se știe. De altfel, aceasta a declarat despre relația ei cu muzica: „Am multă muzică în mine, trăim într-o codependență. Nu mai știu dacă eu am ales-o sau ea m-a ales. Dar nu puteam exista una fără cealaltă”.
După succesul de care s-a bucurat piesa „Dacă pleci”, în 2016, artista a lansat și alte piese, printre care „Tatuaj pe inimă”, în 2017, „Inimi străine”, în 2017, și „Fericire/ Chip de chin”, în 2018, cu peste 5 milioane de vizualizări. 
De asemenea, Delia Rus a deschis ediția din 2017 a Media Music Awards și a cântat în deschiderea concertului LP, de la București, în 2019.

## Discografie
- Dacă pleci (2016)
- Tatuaj pe inimă (2017)
- Inimi străine (2017)
- Fericire/ Chip de chin (2018)
- Ia-mă/ Du-mă (2018)
- Alandala (2018)
- Ochii la Mine (2018)
- Iartă-mă (2018)
- Printre degete (2019)
- Noua Eu (2019)
- Poezii (2019)
- Salcie la mal (2019)
- Bună (2020)
- Adio (2020)
- Ce-mi faci (2020)
- Niciun dubiu (2020)
- Intro – EP JURNAL DE INTROVERTIT (2020)
- Weirdo – EP JURNAL DE INTROVERTIT (2020)
- Anxietatea – EP JURNAL DE INTROVERTIT (2020)
- Gândurile – EP JURNAL DE INTROVERTIT (2020)
- Uneori – EP JURNAL DE INTROVERTIT (2020)
- Ochii căprui (2022)
- până dimineața (2022)